# Hans Hinkel
Hans Hinkel, född 22 juni 1901 i Worms, död 8 februari 1960 i Göttingen, var en tysk journalist och SS-Gruppenführer. Vid Reichsministerium für Volksaufklärung und Propaganda var han ansvarig för att hålla judiska intressen utanför Tredje rikets kulturliv. Som Reichsfilmintendant var Hinkel konstnärlig ledare för den tyska filmindustrin.